# Maršal Poljske
Maršal Poljske (poljsko Marszałek Polski) je najvišji vojaški čin Poljske kopenske vojske. Velja za peterozvezdni čin in sodi v Natov razred OF-10. Čin maršala Poljske je neaktivni čin, ki se ga generalu podeli le za vojne zasluge; poviša ga predsednik Poljske.
Oznaka čina je bila sestavljena iz t. i. generalske vijuge (poljsko wężyk generalski; [ˈvɛ̃ʐɨk ɡɛnɛˈralskʲi]), nad katero sta prekrižana maršalska batona (maršalski palici).

## Seznam
Do sedaj so v čin maršala Poljske povzdignili le šest generalov, vse za zasluge med prvo ali drugo svetovno vojno:
- 1920 - Józef Piłsudski (1867–1935),
- 1922 - Ferdinand Foch (1851–1929) (tudi maršal Francije in feldmaršal Združenega kraljestva),
- 1936 - Edward Rydz-Śmigły (1881–1941),
- 1945 - Michał Rola-Żymierski (1890–1989),
- 1949 - Konstantin Rokosovski (1896–1968) (obenem tudi maršal Sovjetske zveze)
- 1963 - Marian Spychalski (1906–1980).

V 80. letih 20. stoletja je Wojciech Jaruzelski zavrnil povišanje v maršala.

## Galerija
- Naprsna oznaka čina maršala Poljske
- Zastava maršala Poljske
- Maršalski baton Rydz-Śmigłyja
- Edward Rydz-Śmigły leta 1937
- Michał Rola-Żymierski leta 1945
- Marian Spychalski leta 1965